# Cortland (New York)
Cortland is een plaats (city) in de Amerikaanse staat New York, en valt bestuurlijk gezien onder Cortland County.

## Demografie
Bij de volkstelling in 2000 werd het aantal inwoners vastgesteld op 18.740.
In 2006 is het aantal inwoners door het United States Census Bureau geschat op 18.423, een daling van 317 (-1,7%).

## Geografie
Volgens het United States Census Bureau beslaat de plaats een oppervlakte van
10,2 km², geheel bestaande uit land. Cortland ligt op ongeveer 344 m boven zeeniveau.

## Plaatsen in de nabije omgeving
De onderstaande figuur toont nabijgelegen plaatsen in een straal van 16 km rond Cortland.

## Geboren
- Elmer Sperry (1860-1930), elektrotechnicus, uitvinder en ondernemer